# Medoria phasiaeformis
Medoria phasiaeformis är en tvåvingeart som beskrevs av Johann Wilhelm Meigen 1838. Medoria phasiaeformis ingår i släktet Medoria och familjen parasitflugor.
Artens utbredningsområde är Tyskland. Inga underarter finns listade i Catalogue of Life.